# Deep Cuts, Volume 3 (1984–1995)
Deep Cuts, Volume 3 (1984–1995) – kompilacyjny album zespołu Queen, zawierający wybrane utwory z lat 1984–1995. Deep Cuts, Volume 3 (1984-1995) wydano 5 września 2011, z okazji 40-lecia zespołu. W tym samym dniu urodził się wokalista zespołu Freddie Mercury.

## Utwory
| Nr  | Tytuł                                                        | Autor                        | Długość |
| --- | ------------------------------------------------------------ | ---------------------------- | ------- |
| 1.  | „Made in Heaven” (from Made In Heaven, 1995)                 | Freddie Mercury              | 5:27    |
| 2.  | „Machines (Or ‘Back to Humans’)” (from The Works, 1984)      | Brian May, Roger Taylor      | 5:07    |
| 3.  | „Don’t Try So Hard” (from Innuendo, 1991)                    | Queen (Mercury)              | 3:40    |
| 4.  | „Tear It Up” (from The Works, 1984)                          | May                          | 3:24    |
| 5.  | „I Was Born to Love You” (from Made In Heaven, 1995)         | Mercury                      | 4:50    |
| 6.  | „A Winter’s Tale” (from Made In Heaven, 1995)                | Queen (Mercury)              | 3:52    |
| 7.  | „Ride the Wild Wind” (from Innuendo, 1991)                   | Queen (Taylor)               | 4:43    |
| 8.  | „Bijou” (from Innuendo, 1991)                                | Queen (Mercury, May)         | 3:37    |
| 9.  | „Was It All Worth It” (from The Miracle, 1989)               | Queen (Mercury)              | 5:45    |
| 10. | „One Year of Love” (from A Kind Of Magic, 1986)              | John Deacon                  | 4:27    |
| 11. | „Khashoggi’s Ship” (from The Miracle, 1989)                  | Queen (Mercury)              | 2:52    |
| 12. | „Is This the World We Created...?” (from The Works, 1984)    | Mercury, May                 | 2:12    |
| 13. | „The Hitman” (from Innuendo, 1991)                           | Queen (Mercury, May, Deacon) | 4:56    |
| 14. | „It’s a Beautiful Day (Reprise)” (from Made In Heaven, 1995) | Queen (Mercury)              | 3:21    |
| 15. | „Mother Love” (from Made In Heaven, 1995)                    | Mercury, May                 | 4:48    |
|     | Całkowita długość:                                           |                              | 57:01   |